# Campionato sudamericano femminile di pallavolo 2003
Il XXV campionato sudamericano femminile di pallavolo si è svolto dal 4 al 6 settembre 2003 a Bogotà, in Colombia. Al torneo hanno partecipato 4 squadre nazionali sudamericane e la vittoria finale è andata per la tredicesima volta, la quinta consecutiva, al Brasile.

## Squadre partecipanti
- Argentina
- Brasile
- Perù
- Colombia

## Classifica finale
| Classifica | Squadre   |
| ---------- | --------- |
|            | Brasile   |
|            | Argentina |
|            | Perù      |
| 4          | Colombia  |